# ナノイオニクス
ナノイオニクス（英語: nanoionics）は、全固体ナノスケール系における高速イオン輸送(FIT)に関する過程の現象、特性、効果、メカニズムの研究・応用である。対象となるトピックとしては、ナノメートルスケールの酸化物セラミックスの基本特性、高速イオン伝導体（高度超イオン伝導体）/電子伝導体ヘテロ構造がある。可能性のある応用は、エネルギー、電荷、情報の変換および貯蔵のための電気化学デバイス（電気二重層デバイス）にある。ナノイオニクスという用語と概念（科学の新たな一分野として）は、1992年1月にA.L. Despotuli と V.I. Nikolaichik（チェルノゴロフカにあるロシア科学アカデミーマイクロエレクトロニクス技術・高純度材料研究所）により最初に導入された。
固体中のイオン輸送現象を扱う固体イオニクスの学際科学および産業分野では、ナノイオニクスを新たな部門ととらえている。ナノイオニクスは、例えば拡散・反応を（ナノスケール）不均一なポテンシャルランドスケープに関してなどナノスケールでのみ意味をなす用語で説明しようと試みている。
2つの固体イオンナノシステムの種類があり、この2つは基本的に異なるナノイオニクスである。(I)イオン伝導性の低い固体に基づくナノシステム (II) 高度超イオン伝導体に基づくナノシステム（例. α–AgI、ルビジウム銀ヨウ化物族）。IとIIでは界面の設計が異なる。ナノイオニクスIにおける境界の役割は、不規則な空間電荷層における高濃度の荷電欠陥（空格子および格子間原子）条件を作り出すことである。しかしナノイオニクスIIでは、規則的な（格子整合）ヘテロ境界の高度超イオン伝導体の最初の高イオン伝導結晶構造を留める必要がある。ナノイオニクスIは、構造的コヒーレンスを持つナノ構造材料の2次元様のイオン伝導率を大幅に（最大108倍）向上させることができるが、高度超イオン伝導体の3次元イオン伝導率と比べると約103小さいままである。
固体中の拡散と移動に関する古典理論は、拡散係数、活性化エネルギー、電気化学ポテンシャルの概念に基づいている。これは、全ての障壁が同じ高さである（ポテンシャル起伏が一様）ポテンシャルランドスケープにおけるホッピングイオン輸送の描写が受け入れられていることを意味する。固体イオニクスとナノイオニクスI, IIの対象は明らかに異なるにもかかわらず、これらの対象（高速イオン伝導体）に対する高速イオン輸送および電荷/エネルギー貯蔵（もしくは変換）の真の新たな問題には、特殊な共通原理がある。例えば、ナノスケールにおける不均一ポテンシャルランドスケープがある。これは、誘電分光法（インピーダンス分光法）における弱い影響などのインパルスもしくは高調波の外部影響に対する、可動イオンサブシステムの応答特性などを決定する。

## 特性
ナノサイエンス、ナノテクノロジーの一部門として、ナノイオニクスは目的（FITを持つナノ構造）、主題（特性、現象、効果、処理機構、ナノスケールにおけるFIT関連の応用）、手法（超イオン伝導体のナノシステムにおけるインターフェース設計）、基準（Rはデバイス構造の長さ尺度、LはFIT関連の特性などのパラメータが急激に変化する特性長としたときR/L ~1） で明確に定義される。
ITRSは、ナノイオニクスをベースとする抵抗スイッチングメモリを「新出の研究デバイス」（「イオンメモリ」）のカテゴリに位置付けている。ナノエレクトロニクスとナノイオニクスが密接に交わる領域はナノエリオニクス(nanoelionics)と呼ばれることがある。現在、基本的な極限により制約を受けている将来のナノエレクトロニクスの展望は、先端研究により形成されている。計算に対する究極の物理的限界は、現在達成されている領域(1010 cm−2, 1010 Hz)をはるかに超えている。nmおよびサブnm以下のペタスケールの集積化においてはどのような種類の論理スイッチを使うことができるのだろうか？the question was the subject matter already in, where the term "nanoelectronics"  was not used yet. 量子力学はテラスケールでのトンネル効果により電子の区別可能な配置を制限する。1012 cm−2 ビット密度限界を突破するために、L <2 nmの特徴的な大きさを持つ原子・イオン配置は情報領域で使用するべきであり、電子よりもずっと大きい情報キャリアの有効質量m*を有する材料が必要である。L =1 nmにおいてm* =13 me、L =0,5 nmにおいてm* =53 me、L =0,2 nmにおいてm* =336 me 。将来の小型デバイスは、ナノイオン、すなわち冒頭に述べたようにナノスケールでの高速イオン輸送に基づくものとなる可能性がある。

## 例
ナノイオンデバイスの例は、機能性ヘテロ接合における高速イオン輸送を有する全固体スーパーキャパシタ（ナノイオンスーパーキャパシタ）、ナノ構造電極を有するリチウム電池および燃料電池、高速イオン伝導体に基づく量子化伝導性を有するナノスイッチ（メモリスタおよびprogrammable metallization cell参照）がある。これらは、サブ電圧およびディープサブ電圧ナノエレクトロニクスと相性が良く、例えば自律型マイクロ電源、RFID、MEMS、スマートダスト、ナノモルフィックセル、他のマイクロシステムやナノシステム、再構成可能メモリセルアレイなどに幅広く使用できる。
固体状態での速いイオン電導の重要事例は、イオン結晶の表面空間電荷層におけるものである。このような伝導はKurt Lehovecにより最初に予測された。イオン伝導性に関する境界条件の重要な役割はC.C. Liangにより最初に実験的に発見された。彼はLiI-Al2O32相系において異常に高い伝導を見つけた。特定の性質を有する空間電荷層はナノメートルの厚さを有するため、その効果はナノイオニクス（ナノイオニクスI）に直接関係する。Lehovec効果は、現代の携帯用リチウム電池や燃料電池に使われている多数のナノ構造高速イオン伝導体を生み出す基礎となる。近年、 不規則ポテンシャル緩和における空間電荷形成および緩和過程（直接問題）を詳細に記述するため、および高速イオン輸送を伴うナノシステムの特性（逆問題）を解釈するため（例えば、集団現象を説明するためにA. K. Jonscherの「ユニバーサルな」動的応答を導く結合イオン輸送と誘電分極過程）に1D構造動的なアプローチがナノイオニクスで開発された。